# Miguel Jadraque
Miguel de los Santos Jadraque y Sánchez de Ocaña (Valladolid, 5 de julio de 1840-Madrid, 10 de enero de 1919) fue un pintor español y un destacado retratista. 

## Biografía
Cursó sus estudios en pinturas en la Escuela Provincial de Bellas Artes de Valladolid bajo la tutela de los maestros Agapito López Sanromán y Joaquín Espalter y más tarde pasó a la Real Academia de Bellas Artes de San Fernando, en 1864 fue premiado por dicha academia. En ese mismo año, también fue premiado en su tierra por la  Diputación de Valladolid, gracias a un lienzo cuyo argumento se vincula con la historia local del conde Ansúrez.
En 1869, de nuevo la Diputación le concedió una pensión para perfeccionar sus estudios, con la que fue becado a Roma y participó en la exposición nacional de pintura donde logró varios premios de tercera clase y uno de segundo. 
Su mayor reconocimiento lo logró en la exposición de Viena donde logró un primer premio con la obra Presentación del Cardenal Cisneros a Isabel la Católica por el Cardenal Mendoza. También en París logró reconocimiento recibiendo la medalla del segundo premio en 1878 por la obra Carlos V en Yuste.

## Obras
- Carlos V en Yuste, perteneciente al museo del Prado, está en depósito en la Cámara de Comercio de Salamanca.
- El cardenal Tavera visitando a Alonso Berruguete, pertenece al museo del Prado, esta en depósito en el palacio del Senado.
- Don Quijote enfermo recibe la visita del Cura y el Barbero, museo del Prado.
- Estudio de sillería del Coro, pertenece al Prado pero está depositado en el ministerio de Educación.
- Santa Teresa de Jesús, pertenece al Prado, está depositado en el Museo de Bellas Artes de Álava.
- Una lectura interesante, pertenece al Prado, está en depósito en el Palacio de Navarra.
- Pensando el asunto, pertenece al Prado, está en depósito en el Museo de Bellas Artes de Asturias.